# Изложба чланова УЛУС-а (1986)
Изложба чланова УЛУС-а се одржала од јуна до октобра 1986. године на Радничком универзитету „Андрија Хабуш” у Младеновцу, Дому културе Сопот, Дому културе и спортова Обреновац и „Прва искра” Барич.

## Излагачи
1. Миодраг Атанацковић
2. Јармила Вешовић
3. Синиша Вуковић
4. Ангелина Гаталица
5. Драго Дошен
6. Милица Жарковић
7. Станко Зечевић
8. Весна Зламалик
9. Емило Костић
10. Драгослав Крнајски
11. Милорад Маравић
12. Војислав Марковић
13. Мома Марковић
14. Даница Масниковић
15. Зоран Миленковић
16. Владан Мицић
17. Зоран Настић
18. Јосипа Пашћан
19. Тамара Поповић
20. Александар Рафаиловић
21. Едвина Романовић
22. Ђорђе Симић
23. Љиљана Стојановић
24. Добри Стојановић
25. Зорица Тасић
26. Радослав Тркуља